# Шапира, Анита
Анита Шапира (ивр. אניטה שפירא‎; род. 1940, Варшава, Польское генерал-губернаторство) — израильская учёная-историк, специализирующаяся на истории сионизма. Известна как биограф Берла Кацнельсона (1980), Игаля Алона (2004), Йосефа Хаима Бренера (2008) и Давида Бен-Гуриона (2015) и автор монографии «Меч голубя» о трансформации отношения еврейского национального движения к вопросу насилия. Лауреат Премии Израиля (2008), член Израильской академии естественных и гуманитарных наук (2020).

## Биография
Родилась в 1940 году в Варшаве. Родители девочки погибли в Холокосте, и её приняли в другую семью. После погрома в Кельце приёмные родители Аниты решили покинуть Польшу, и в 1947 году семья нелегально прибыла в подмандатную Палестину, где осела в Тель-Авиве. Вскоре после их переезда началась арабо-израильская война, и они едва не погибли во время авианалёта египетских ВВС. Впоследствии Анита Шапира писала, что эти события оказали влияние на её сочувственное отношение к идеям сионизма, но не настолько большое, чтобы не воспринимать его критически.
В Тель-Авиве приёмные родители Аниты устроились на конторскую работу. Сама она по окончании средней школы отслужила в ВВС Израиля, вышла замуж и начала учёбу на отделении истории и социологии филиала Еврейского университета в Хайфе (ныне Хайфский университет). Через два года перевелась в Тель-Авивский университет, где в 1964 году окончила первую степень по всеобщей истории и истории Земли Израильской, в 1968 году — вторую степень по всеобщей истории и в 1974 году — докторат (все три с отличием). Темой её магистерской работы, написанной под руководством профессора Шломо Неэмана, было «Политическое развитие Гдуд ха-авода», а докторской диссертации, научным руководителем которой был Даниэль Карпи, — «Тщетная борьба: еврейское рабочее движение в 1929—1939 годах».
Одновременно с учёбой в университете Шапира после первой степени преподавала историю в средней школе, с 1969 года занимала должность ассистента на кафедре истории еврейского народа Тель-Авивского университета, а с 1974 года стала его преподавателем (полный профессор с 1985 года). Преподавала также в Йеле, Беркли, Калифорнийском университете в Лос-Анджелесе, Нью-Йоркском и Брандейском университетах. Уже в годы работы над докторской диссертацией её заинтересовала фигура деятеля рабочего сионизма Берла Кацнельсона, и в 1980 году она выпустила книгу «Берл: биография сиониста-социалиста». Эта работа удостоилась высоких оценок, превратив автора в одну из наиболее заметных фигур в области исторических исследований сионизма, и была переведена с иврита ещё на три языка.
В 1992 году вышла книга, которую Энциклопедия еврейских женщин называет самой значительной работой Шапиры: «Меч голубя» (ивр. חרב היונה‎, в английском переводе «Земля и сила: сионистское обращение к насилию, 1881—1948», англ. Land and Power: The Zionist Resort to Force, 1881–1948). Книга рассматривает трансформацию отношения к политическому насилию в идеологии сионистского движения и её отражение в национальной мифологии и искусстве. Одновременно с этим Шапира работала над биографией ещё одного сионистского активиста и военного лидера Игаля Алона; эта работа, несколько раз прерываясь, продолжалась более двух десятилетий, и биография увидела свет только в начале XXI века. После 1995 года по просьбе Леи Рабин, вдовы убитого премьер-министра Израиля Ицхака Рабина, Шапира также участвовала в организации Центра исследований Израиля имени Ицхака Рабина и возглавляла его работу на протяжении трёх лет.
После биографии Алона Шапира издала ещё две биографии видных идеологов и лидеров сионистского движения — Йосефа Хаима Бренера (2008) и Давида Бен-Гуриона (2015), а в 2020 году выпустила сборник биографий трёх деятелей организации «БИЛУ» — Хаима Хисина, Якова Чертока и Зеэва Дубнова. В общей сложности она опубликовала 13 книг и десятки статей, наиболее значительные из которых вышли в виде трёх сборников в 1989, 1997 и 2007 годах. С 1980-х годов участвовала в академической полемике с израильскими «новыми историками», обвинявшими Шапиру в выступлении на стороне старого израильского истеблишмента.
Помимо академический деятельности, с 1985 по 1989 год входила в комиссию по планированию и бюджету Израильского совета по высшему образованию. В 1987—1990 годах возглавляла совет директоров издательства «Ам овед». С 2002 по 2008 год — президент Мемориального фонда еврейской культуры. В 2008—2013 годах — действительный член Израильского института демократии. На протяжении долгого времени была соредактором издания Journal of Jewish History, а также соредактором биографической серии Jewish Lives, издаваемой Йельским университетом.

## Признание заслуг
Работы Аниты Шапиры отмечены рядом призов. В 1977 году её книга «Тщетная борьба», изданная на основе материала докторской диссертации, удостоилась премии Мемориального фонда Бен-Цви. В 1992 году книга «Меч голубя» получила премию издательства «Ам овед» в области научно-исследовательской литературы, а на следующий год её английский перевод стал лауреатом Национальной еврейской книжной премии США. В 2004 году биография Игаля Алона получила премию по еврейской истории имени Залмана Шазара. Вторично Национальную еврейскую книжную премию Шапира получила в 2012 году за книгу «Израиль: история» (англ. Israel: A History), а в 2015 году её биография Бен-Гуриона удостоилась серебряной медали Вашингтонского института ближневосточной политики.
В 2008 году профессор Шапира стала лауреатом Премии Израиля за исследования в области еврейской истории. В 2020 году она стала членом Израильской академии естественных и гуманитарных наук.